# Dominik Holec
Dominik Holec (České Budějovice, 28 de julio de 1994) es un futbolista eslovaco que juega en la demarcación de portero para el F. C. Baník Ostrava de la Liga de Fútbol de la República Checa.

## Selección nacional
Tras jugar en la selección de fútbol sub-17 de Eslovaquia y en la sub-19, finalmente el 29 de marzo de 2022 hizo su debut con la selección absoluta en un encuentro amistoso contra Finlandia que finalizó con un resultado de 0-2 a favor del combinado eslovaco tras los goles de Ondrej Duda y Erik Jirka.

## Clubes
| Club                            | País            | Año       | Partidos | Goles |
| ------------------------------- | --------------- | --------- | -------- | ----- |
| MŠK Žilina "B"                  | Eslovaquia      | 2012-2015 | 7        | 0     |
| OFK Teplička nad Váhom (cedido) | Eslovaquia      | 2015      | 11       | 0     |
| FK Pohronie (cedido)            | Eslovaquia      | 2016      | 12       | 0     |
| MŠK Žilina "B"                  | Eslovaquia      | 2016      | 7        | 0     |
| FC ViOn Zlaté Moravce (cedido)  | Eslovaquia      | 2017      | 3        | 0     |
| MŠK Žilina "B"                  | Eslovaquia      | 2017      | 8        | 0     |
| MŠK Žilina                      | Eslovaquia      | 2017      | 2        | 0     |
| FK Senica                       | Eslovaquia      | 2018      | 14       | 0     |
| MŠK Žilina                      | Eslovaquia      | 2018-2020 | 52       | 0     |
| Raków Częstochowa (cedido)      | Polonia         | 2021      | 19       | 0     |
| A. C. Sparta Praga II           | República Checa | 2021      | 1        | 0     |
| A. C. Sparta Praga              | República Checa | 2021-2023 | 24       | 0     |
| Lech Poznań (cedido)            | Polonia         | 2023      | 1        | 0     |
| MFK Karviná                     | República Checa | 2023-2024 | 25       | 0     |
| F. C. Baník Ostrava             | República Checa | 2024-     | 22       | 0     |